# Білик. Країна
Країна — восьмий студійний альбом української співачки Ірини Білик. На сьогодні це останній україномовний CD у творчому доробку артистки. До альбому ввійшло 14 пісень, дев'ять з яких стали синглами.
Формально офіційною датою релізу альбому «Країна» вважається 10 червня 2003 року. Проте фактично на полицях музичних магазинів платівка з'явилася протягом 20-23 червня 2003.
Ця платівка здивувала слухачів своєю різноплановістю: поряд із гостросоціальними треками присутні й глибоко ліричні ба навіть інтимні теми. Появи цього альбому прихильники Ірини Білик чекали понад два роки. За цей час співачка встигла зняти 6 відеоробіт, випустити альбом польською мовою, отримати в Польщі нагороду як найкращий іноземний артист, дати концерт разом із легендарним гуртом «Скорпіонз» і об'їздити всю Україну зі своїм туром «Білик. Країна».
Альбом умовно розділений на дві частини — «Душа» (перші сім пісень) та «Серце».

## Перелік пісень
1. Дорога
2. Твої руки
3. OBCY TY
4. Я відріжу хвилі
5. Sorry
6. Ти ангел
7. Мовчати
8. Країна
9. А мені б туди
10. 38
11. Не плач, Марічко
12. Через високі гори
13. Бандуристе, орле сизий
14. До початку

## Сингли з альбому «Країна»
- «До початку» (листопад 1999)
- «Країна» (серпень 2001)
- «Ти ангел» (грудень 2002)
- «Не плач, Марічко» (квітень 2002)
- «Дорога» [Архівовано 30 вересня 2016 у Wayback Machine.] (серпень 2002)
- «Твої руки» (жовтень 2002)
- «Мовчати» (feat. Гурт «Скрябін») (березень 2003)
- «А мені б туди…» (червень 2003)
- «Бандуристе, орле сизий» [Архівовано 10 жовтня 2016 у Wayback Machine.] (відзнято кліп у 2004 році, однак презентовано лише 7 травня 2012)